# 藤戸饅頭

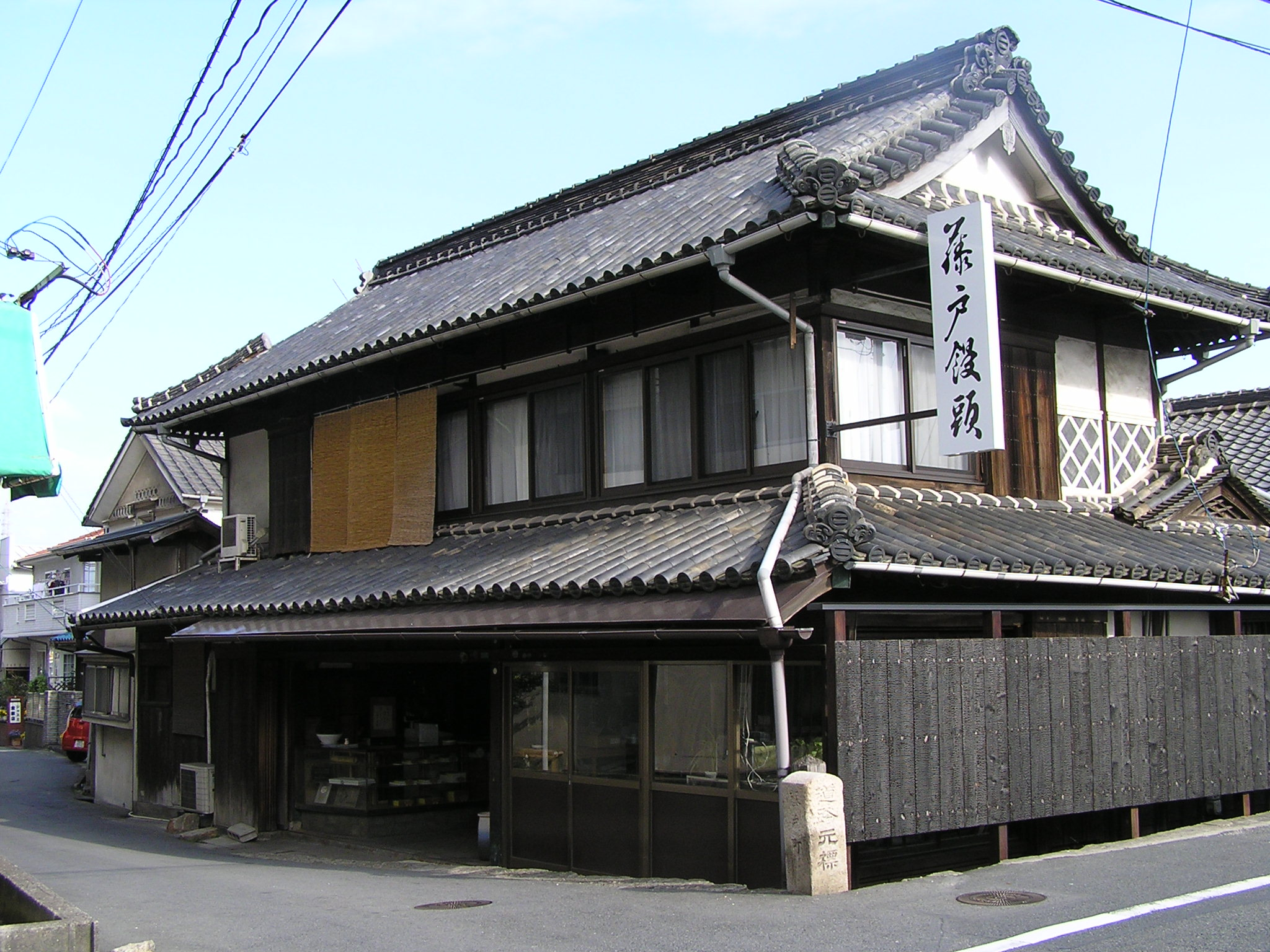
藤戸饅頭本舗

藤戸饅頭（ふじとまんじゅう）は、和菓子・饅頭の一種で、岡山県倉敷市の銘菓・土産菓子である。もしくは、同饅頭を製造・販売する同市藤戸にある企業の藤戸饅頭本舗（ふじとまんじゅうほんぽ）のことである。

## 概要

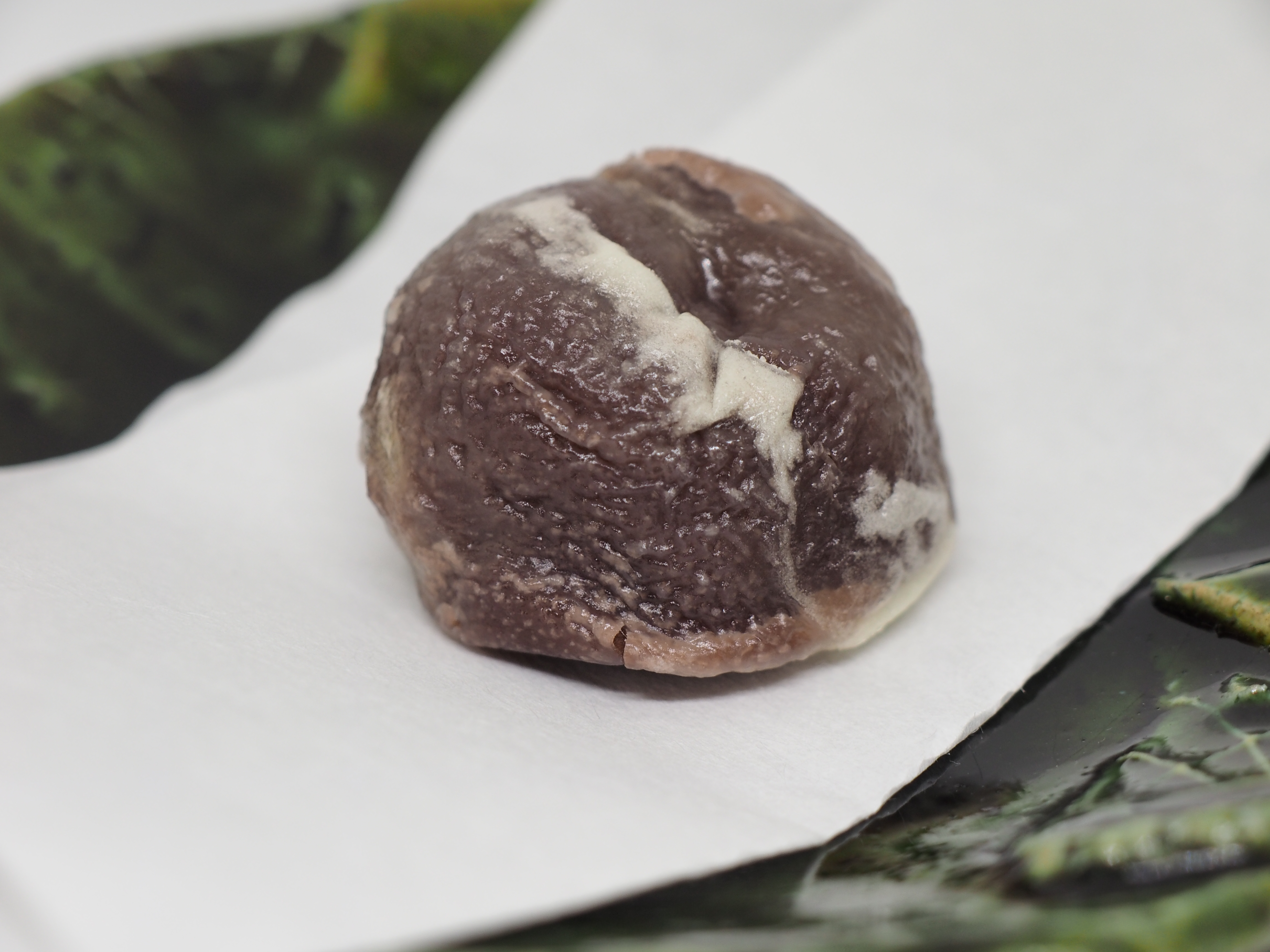
藤戸饅頭

地元の麹を使った酒粕をしぼった甘酒を小麦粉と混ぜ合わせ作った薄皮でこしあんを包み球状にし、蒸したものである。
むらすずめと並ぶ倉敷市の歴史ある銘菓として有名。
岡山市の銘菓として有名な大手まんぢゅうと見た目・味ともに似ているためよく混同され、さらに知名度や企業規模では大手まんぢゅうの方が勝るが、藤戸饅頭の方が歴史が古い（後述）。また、大手まんぢゅうとの大きな違いとして、消費期限が挙げられる。大手まんぢゅうが1週間程度なのに対し、藤戸饅頭は3日程度と短い。そのため、倉敷市民は大手まんぢゅうより藤戸饅頭を好む傾向があるにも関わらず、土産物として渡す場合に消費期限の関係で大手まんぢゅうを仕方なく選択することもある。

## 歴史
倉敷市藤戸地区は源平合戦の古戦場であり、藤戸の渡しという史跡がある。そこでかつて行われた藤戸の戦いに由来する。
『平家物語』によると、源平両軍が対戦した1184年（寿永3年）、源氏軍の将である佐々木盛綱は、藤戸村の村人の案内で藤戸の浅瀬を馬で渡り、平家の軍に勝利した。しかし作戦上、この村人を斬り殺したという。そこで村民たちの手により殺された村人の供養が藤戸寺で行われ、近くの民家から饅頭が供えられた。この饅頭が藤戸饅頭の起源とされる。ただし饅頭の伝来とされるのは源平の戦いから100年程度後世であることから、現在の藤戸饅頭とは同一ではないと考えられる。
現在の形となったのは1860年（万延元年）であり、1837年（天保8年）に創業した大手饅頭の歴史の方が古い。
元来備中国は、延喜式にも小豆の産地として記載されている一大産地の一つであった。後に北海道、丹波とともに三大産地とされた。藤戸は備前国であるが、備中との国境に位置するため、小豆が豊富に手に入ったと推測されており、そのことが、餡を大量に使用した饅頭を生んだといわれる。

## 藤戸饅頭本舗
藤戸饅頭を製造・販売する和菓子メーカーである。倉敷市藤戸町藤戸、藤戸寺・岡山県道22号線の北方の集落内に本店が所在している。
元々は藤戸寺の境内の茶店で、境内で饅頭を販売していたが、江戸時代になり饅座小屋として販売を開始、1860年（万延元年）に現在地に「藤戸饅頭本舗」として店舗を構えた。ただしホームページでは創業寿永3年（1184年）と明記され、CMソングの歌い出しも「♪源氏平家の昔より」となっている。
取扱商品は藤戸饅頭のみで「藤戸まんぢゅう」の商品名で販売している。同市串田に串田店がある他、倉敷駅構内の土産物店や、茶屋町駅キオスク、天満屋倉敷店などの市内大手スーパーマーケット・百貨店、和菓子店などでも取り扱われている。
テレビコマーシャルで使用されるCMソングは、古くから使用されているため岡山県では有名な曲となっている。この曲は藤戸饅頭本舗の公式ホームページの冒頭で聴く事ができる。
本店の建物は歴史が古く、昔の情緒を感じさせるものであるため、映画『ALWAYS三丁目の夕日』の撮影で使用された。
藤戸・天城地区は、江戸時代に天城陣屋の陣屋町であったため、藤戸饅頭本舗以外にもに古い町並みが残っている。